# Gabriel Agbonlahor
Gabriel Agbonlahor (Erdington, Birmingham, 1986. október 13. –) nigériai és skót származású angol labdarúgó, az angol bajnokságban szereplő Aston Villa saját nevelésű játékosa, jelenleg is a csapat tagja. Posztját tekintve szélső támadó, de gyakran játszik csatárként is.
Agbonlahor a Premier League-éra legeredményesebb Aston Villa játékosa, 2013. április 29-én megszerezte hatvanegyedik bajnoki találatát, amivel Dwight Yorke korábbi rekordját adta át a múltnak. 2008-ban, illetve 2009-ben három alkalommal ölthette magára az angol labdarúgó-válogatott mezét.

## Sikerei, díjai

### Aston Villa
FA Youth Cup
- Ezüstérmes (2003–04)

HKFC Philips Lighting International Football Sevens
- Ezüstérmes (2006)
- A torna legjobb játékosa (2006)

International Football Challenge
- Győztes (2005)
- A torna legjobb játékosa (2005)

A szezon fiatal játékosa
- Győztes (2006–07, 2007–08)

A szezon fiatal játékosa a játékosok szerint
- Győztes (2006–07, 2007–08)

Gólkirály
- (2006–07)

### Premiership
A hónap játékosa 
- Győztes (2007–08 november)

## Külső hivatkozások
- Gabriel Agbonlahor pályafutásának statisztikái a Soccerbase oldalon (angolul)

- Gabriel Agbonlahor[halott link] bbc.co.uk
- Interjú Gabriel Agbonlahorral topfoci.hu